# Xã Frenchtown, Quận Antelope, Nebraska
Xã Frenchtown (tiếng Anh: Frenchtown Township) là một xã thuộc quận Antelope, tiểu bang Nebraska, Hoa Kỳ. Năm 2010, dân số của xã này là 159 người.